# ریچارد دین اندرسون
ریچارد دین اندرسون (انگلیسی: Richard Dean Anderson؛ زاده ۲۳ ژانویهٔ ۱۹۵۰) یک هنرپیشه، و تهیه‌کننده اهل ایالات متحده آمریکا است. وی از سال ۱۹۷۶ میلادی تاکنون مشغول فعالیت بوده‌است.

## فیلم‌شناسی
از فیلم‌ها یا برنامه‌های تلویزیونی که وی در آن نقش داشته است می‌توان به دروازه ستارگان اس‌جی-۱ و دکترهای جوان عاشق اشاره کرد.